# Nesticus brignolii
Espèce
Nesticus brignolii est une espèce d'araignées aranéomorphes de la famille des Nesticidae.

## Distribution
Cette espèce se rencontre en Argentine dans la province de Misiones, en Uruguay et au Brésil au Rio Grande do Sul,.

## Description
Le mâle holotype mesure 1,40 mm.

## Étymologie
Cette espèce est nommée en l'honneur de Paolo Marcello Brignoli.

## Publication originale
- Ott & Lise, 2002 : On Nesticus from meridional South America (Araneae, Nesticidae). Iheringia, Série Zoologia, vol. 92, no 4, p. 59-71 (texte intégral).